# Тетерівка (Уманський район)
Тете́рівка — село в Україні, у Жашківській міській громаді Уманського району Черкаської області. Розташоване на обох берегах річки Тетерівка (притока Бурти) за 9 км на схід від міста Жашків та за 10 км від автошляху М05. Населення становить 1 370 осіб. 

## Історія
Село відоме з 17 століття. Різні легенди ходять про виникнення відразу двох сіл. Одні говорять, що село Багва походить від назви річки Багва, інші — від трясовини (багно). Тетерівка — від поселення козацького полковника Тетері, чи від того, що в лісовій місцевості, в якій росло багато терені, водилося багато птиці (тетерів).
Ці два села утворилися поруч, по різних берегах річки Тетерівка. Через них проходив головний тракт з Києва на Південь, яким чумаки колись в Крим по сіль їздили та козацький шлях з Уманщини на Полтавщину. Через ці села ще проходив Чорний шлях яким гнали невільників. У XVI-XVII століттях це був південний край українських земель, куди робили наскоки татари. Тут була система сигнальних вишок, які розташовувалися на старовинних курганах та сповіщали про наближення небезпеки.
Ще в кінці ХІІІ століття, коли східно-руські землі знемагали під татаро-монгольським ігом, західні землі, в тому числі і Тетерівка, попали під владу литовських князів. З кінця XIV століття після унії Польщі і Литви, ці українські землі почали попадати під владу польських феодалів.
На той час(?) проживало в Тетерівці жителів обох статей — православних — 566, євреїв — 180. Церква дерев'яна в ім'я Архистратига Михайла, побудована 1768 року.
В приход її відносилося село Багва, яке обробляло 1067 десятин землі, що належала Михайлу Покривецькому. Жителів обох статей: православних 684, римських католиків — 58.
В Багві була побудована католицька каплиця яка нині переобладнана під магазин.
За адміністративним поділом Терерівка входила:
- 16 століття — Брацлавський повіт.
- 19 століття — Таращанський повіт
- 20 століття — Жашківський район

В районі Багви і Тетерівки відбувалися важливі події часів визвольної війни українського народу під керівництвом Богдана Хмельницького. В січні 1655 року в районі села відбулася Дрижипільська або Охматівська битва в якій полягло близько 30000 чоловік.
До 1917 року поля, що розкинулися навколо Багви і саме село належали поміщику Невінському. Тут у нього було півтори — дві тисячі гектарів землі. Перед переворотом пан Невінський продав 500 га пану Яневському. А 300 десятин гірших земель були мужицькими, тобто це були землі, які одержали селяни після скасування кріпосного права. На Багві до перевороту школи не було, крамнички були приватними. Власником однієї крамнички був Стельмах Степан (Степанок) другої єврей Джмілик. 
Найзаможнішим з селян був Стельмах Денис, який мав 41 десятину землі, та Горбатюк Тина — 21 десятину. Чоловік дванадцять мали по 7 десятин, решта від 3 до 0,5 десятини або наймитували. Два брати Топчії — Василь і Никифор придбали близько 300 десятин землі. Василь займався сільським господарством і незабаром всю землю прибрав до своїх рук, а Никифор збудував чотирьохповерховий млин. Це був справжній млин-фабрика, який займав друге місце в Україні за ... виробництвом борошна. Біля млина виріс хутір з 20 хат. Хутір був електрифікований. Борошно із млина йшло на експорт у Францію та Німеччину.
Тетерівка панською не була. Землі, що розкинулися навколо Тетерівки, і село Тетерівка були казенними. Селяни за оренду землі платили в казну податок. Але селяни орендували землю не безпосередньо з казни, а в посесорів, які значний мали з цього процент.
У роки Столипінської реформи ці землі продано заможним селянам по 6-10 десятин на виплат, в результаті чого утворилися відруби і хутори.
Звістка про Лютневу буржуазно-демократичної революцію дійшла в село в кінці лютого. В неділю, коли селяни зібралися до церкви, то піп оголосив, що царя вже немає, він захворів, а правління державою перейшло до рук Тимчасового уряду.

### Визвольні змагання
Вісті про Жовтневий переворот і ленінський Декрет про землю дійшли до Багви й Тетерівки на початку 1918 року. Тоді ж було створено комітет з 12 чоловік для реквізиції поміщицького майна і роздачі його селянам та комітет незаможних селян. Перші дії цих комітетів були емоційні і безглуздо-злочинні. Була розбита парова молотарка найбільшого землевласника Василя Топчія, яка обслуговувала селян від четвертого снопа. Внаслідок чого селяни не встигали обмолотитися в своїх клунях до весни.
Після цього у березні 1918 року німецькі війська увійшли до села та навели там законність, повертаючи крадене-втрачене майно.
У серпні 1919 року в село заїхав загін денікінців.
У 1920 році в село прибув загін якогось Мазепи. У 1921 році, відступаючи під натиском повстанського загону Зеленого, селом проходив загін Змієвського.  Ці загони нападали на багатших, палили їх хати та відбирали лишки а добро роздавали на свій розсуд біднішим.

### Радянський період

#### 20-ті— 30-ті роки
Прихід радянської влади та її репресивні методи керування викликали невдоволення, в селі та в навколишніх селах діяв повстанський загін Лушпи.  Село постраждало внаслідок геноциду українського народу, проведеного окупаційним урядом СССР 1932—1933 та 1946–1947 роках. Люди вмирали масово, так як були позбавлені комнезамівцями їжі. Від голодної смерті помирали сім'ями. Найбільш вразливі були діти. Скільки тоді померло точно ніхто не знає, але враховуючи те що в навколишніх селах вмирало близько 400—500 людей в кожному то і в Багві та Тетерівці не менше. Хоча в книзі пам'яті жертв голодомору зазначено лише 165 осіб.
Всі ці роки супроводжувалися нещадними репресіями, пік яких припав на 1937 рік.
Першим головою сільської ради був Черепінський Макар, а з 1921 року Савчук Микола. Секретарем сільської ради був Заславський. Було знову створено комітет незаможних селян, головою якого був Сухонос Євдоким. В 1924-26 році сільські ради Багви й Тетерівки були об'єднані. Головою об'єднаної сільської ради було обрано Савчука Миколу, якого змінив Слободяник Ярема. В 1928 році сільські ради були роз'єднані знову і існували самостійно аж до 1954 року.

##### Тетерівка
В 1924-25 роках в Тетерівці було засновано кредитове товариство, яке потім було перейменоване в бурякове. Його головою був Коваль Дмитро Олексійович. Це була підготовка до кооперування селянських господарств. Бурякове товариство займалось закупкою хліба і іншої сільськогосподарської сировини, завезенням сільськогосподарських машин для обробітку ґрунту, допомогало селянам обробляти землю. В 1927 році в основному з членів цього товариства було організовано ТСОЗ (товариство спільної оброки землі). Організатором його і першим головою був Петренко Артем Васильович. Сюди спочатку входили 13 сімей. Серед них:
- Кравченко Гаврило, Штурба Олекса, Барановський Іван, Барановський Купріян, Буряк Кирило, Буряк Олекса, Кравець Ганна, Гаврилюк Танасько, Петренко Федір і інші. До складу правління входили: Петренко Артем, Штурба Олекса, Яценко Хома, Кравченко Гаврило.

В 1929 році утворилося друге ТСоЗ. Організатором його був Клинківський Мусій, Клинківський Іван. Першим головою був Волинець Антін. В 1930 році ці два ТСОЗи були об'єднані в один колгосп, почалася суцільна колективізація, усуспільнення знарядь засобів виробництва. Головою об'єднаного колгоспу був обраний Зелінський Максим. Колгосп названо іменем Котовського. Склад правління був наступний:
- Зелінський Максим, Рябцун Адам, Касянюк Карпо, Волинець Антін, Черепінська Ганна. В колгоспі було п'ять бригад, на чолі яких стояли бригадири: Волинець Антін, Гаврилюк Архип, Волинець Роман, Наумчик Олекса, Петренко Артем.

Ланок тоді ще не було. Обробляли поля знаряддями. За робоче тягло служили воли, а часто навіть корови. Перші трактори появилися в 1934-35 роках. Це були 3 «Фордзони» на яких трактористами були Сухонос Григор, Швець Федір і Шевчук Іван. Згодом була утворена МТС в Жашкові.
З 1937 року в колгосп почали поступати вітчизняні трактори. Комбайни появились після Другої світової війни.

##### Багва
В 1929 році утворене Багв'янське бурякове товариство. Першим головою цього товариства був Захарчук Яків Васильович. Пізніше з цього товариства утворився ТСОЗ, головою якого було обрано Захарчука Якова Васильовича, бухгалтером був Вишенський Олександр Антонович, якого пізніше змінив Бєлінський Антін. 
Першими членами ТСОЗу були: * Захарчук Василь, Захарчук Федір, Стецюк Олекса, Савчук Микола, Слободяник Петро, Возний Парфен, Хомінський Іван, Чорний Ярем, Стельмах Давид Харитонович, Іванюк Василь, Василенко Парфен і інші.
Перше правління СОЗу, яке було обране в 1929 році складалося з 7 членів:
- Захарчук Яків Васильович, Стецюк Олекса, Чорний Ярем, Возний Парфен, Грабанчук Микола, Стадник Ярина, Бузилевич Василь Іванович. Завгоспом тоді був Стецюк Олекса.

На початок 1930 року розпочалася масова колективізація. Серед селян почалося незадоволення та масовий опір, а ті що пішли в колгосп стали із нього виходити. Комуністами становище було виправлене шляхом репресій. Було арештовано та засуджено 10 чоловік. Де вони згинули ніхто не знає. Весь інвентар, худобу і майно, які були розібрані, забрали знову в колгосп. З 1930 року колгосп став називатися «Перемога». З 1932 року головами колгоспу були: Олексієв Олексій, Чернявський, Пригода, Лисак та Савчук Яків Дмитрович.
Перший трактор «Фордзон» був куплений буряковим товариством в 1929 році. Його пригнав з міста Михайлівський Олександр Кирилович. Трактористами були Шевчук Іван та Бєлінський Іван.
В 1935 році після створення МТС почали поступати трактори вітчизняного виробництва.

#### 40-ві— 70-ті роки
Під час Другої світової війни 500 жителів села воювали на фронтах, 176 з них загинули, 388 — відзначено урядовими нагородами. За мужність і відвагу, виявлену 1943 року при обороні висот біля села Ельтигена на Таманському півострові, майору О. К. Клинківському присвоєно звання Героя Радянського Союзу.
В 1947 році почався повоєнний голод. Зерно знову відбирали, так само як і в 32-33 роках, на потреби відновлення економіки.
В 1954 році відбулися знову укрупнення сільських рад. Головою укрупненої сільської ради було обрано Ваганова Леоніда Олександровича, в 1959 році його змінив Слободяник Іван Петрович, який до того був секретарем, а секретарем став Грабанчук Павло Миколович.
В 1955 році в селі встановлено обеліск Слави односельчанам, що загинули під час війни. В 1975 він був перенесений до сільського клубу.
Станом на 1972 рік в селі працював колгосп «Дружба», що обробляв 2469,4 га землі, в тому числі 2390,1 орної. В господарстві вирощували зернові і технічні культури, було розвинуте м'ясо-молочне тваринництво. Допоміжними галузями були садівництво, городництво, бджільництво. Колгосп мав столярно-теслярську майстерню, пилораму, крупорушку.
В селі працювала середня школа, бібліотека з фондом 12,3 тисяч книг, будинок культури на 400 місць, медамбулаторія, пологовий будинок, дитячі ясла і садок, філія зв'язку, 4 магазини, 627 дворів.

## Відомі люди
В селі народились:
- Клинківський Олександр Кузьмович (* 5 червня 1912 — † 6 грудня 1943) — Герой Радянського Союзу[3][4].
- Волинець Іван Романович (* 1916 — † 1996) — Герой Соціалістичної Праці[5]
- Козюбра Микола Іванович (* 1937) — науковець, суддя Конституційного Суду України у відставці.